# Rapport Jäger
| Feuille de pointage du rapport Jäger | Feuille de pointage du rapport Jäger | Feuille de pointage du rapport Jäger |
| ------------------------------------ | ------------------------------------ | ------------------------------------ |
|                                      |                                      |                                      |
| Mois                                 | Mentions                             | Tués                                 |
| Juin                                 | 1 mention                            | 4 000                                |
| Juillet                              | 20 mentions                          | 4 400                                |
| Août                                 | 33 mentions                          | 47 906                               |
| Septembre                            | 38 mentions                          | 40 997                               |
| Octobre                              | 12 mentions                          | 31 829                               |
| Novembre                             | 10 mentions                          | 8 211                                |

Le rapport Jäger est un compte rendu de l’Einsatzkommando 3 écrit en 1941 par le SS-Standartenführer Karl Jäger, à la demande de son supérieur, le SS-Brigadeführer und Generalmajor der Polizei, Franz Walter Stahlecker, commandant de l’Einsatzgruppe A, rattaché au groupe d'armées Nord lors de l'opération Barbarossa.
Il s'agit de la chronique conservée la plus détaillée et la plus précise des activités d'un Einsatzkommando, et un document clé relatant la Shoah en Lituanie, en Lettonie et en Biélorussie pendant l'occupation allemande des pays baltes.

## Description

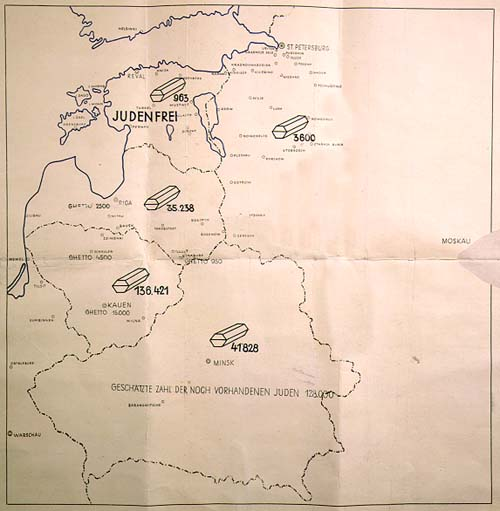
Carte issue du rapport adressé au RSHA à Berlin par Stahlecker intitulé Exécutions des Juifs menées par l'Einsatzgruppe A. Sur l'Estonie est portée la mention Judenfrei (Littéralement, selon la terminologie nazie : vide (ou libre) de Juifs).

Le rapport Jäger est une feuille de décompte des actions menées par l'Einsatzkommando 3 du 2 juillet 1941 au 25 novembre 1941, notamment par l'escadron de la mort Rollkommando Hamann. Ce rapport achevé le 1er décembre 1941 fournit une comptabilité sanglante et détaillée des sorties meurtrières de ces « unités spéciales » dans l’URSS occupée par les nazis. Le rapport conserve un total quasi quotidien des assassinats de 137 346 personnes, dont la grande majorité sont juives. Le rapport documente la date et le lieu des massacres, le nombre de victimes et leur ventilation en catégories (juifs, communistes, criminels, etc.) La plupart du temps, les chiffres des Juifs assassinés sont divisés en trois catégories, « les hommes juifs », « les femmes juives », et « les enfants juifs ». Au total, 112 exécutions ont eu lieu dans 71 lieux différents en Lituanie, en Lettonie et en Biélorussie. À 17 reprises, le nombre de victimes quotidiennes dépasse 2 000 personnes. Le 9 février 1942, dans une note manuscrite adressée à Franz Walter Stahlecker, Jäger met à jour le total pour atteindre 138 272 personnes : 136 421 Juifs (46 403 hommes, 55 556 femmes et 34 464 enfants), 1 064 communistes, 653 handicapés mentaux et 134 autres,. Le rapport concluait que la Lituanie était désormais « libre de Juifs », à l'exception d'environ 34 500 autres concentrés dans les ghettos de Vilnius, Kaunas et Šiauliai. Cependant, le rapport Jäger ne recensait pas tous les décès juifs en Lituanie occupée car il n'incluait pas les exécutions de l'Einsatzkommando 2 dans la région de Šiauliai (environ 46 000 personnes), dans certaines zones frontalières, notamment Šakiai le 13 septembre, Kudirkos Naumiestis le 19 septembre, Kretinga en juillet-août, Gargždai le 24 juin 1941 ou Vilnius (le massacre du 4 octobre — Yom Kippour — fait état du décès d'environ 4 000 juifs,).

## Acteurs des massacres

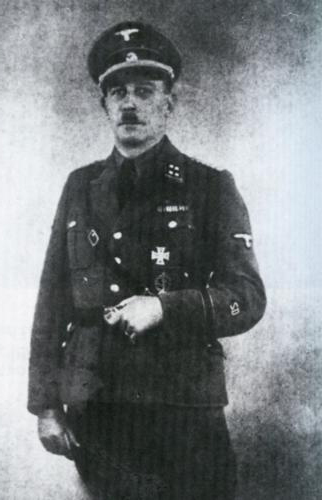
Karl Jäger vers 1937-38.

En juillet 1941, l'Einsatzkommando 3 a été chargé de prendre le relais des opérations de tuerie dans la région lituanienne de Vilna-Kaunas, à la suite de l'Einsatzkommando 2 (Einsatzgruppe A) et de l'Einsatzkommando 9 (Einsatzgruppe B). Cette région contenait la plus grande et la plus influente communauté juive de la Baltique. La communauté, célèbre pour ses études et son érudition, avait produit le « Gaon de Vilna », un des plus grands penseurs juifs du XIXe siècle. Il n'y avait pas d'activités de résistants dans la région grâce aux efforts de Jacob Gens, le chef du ghetto de Vilna, qui cherchait constamment des accommodements avec les occupants. La tâche de l'Einsatzkommando 3 était de détruire cette communauté. Comme le détail le rapport, ils la réalisèrent en assassinant plus de 135 000 personnes dans les cinq mois d'opérations couverts par des registres. Jäger y attesta : « […] je peux confirmer aujourd'hui que l'Einsatzkommando 3 a réalisé son objectif de résoudre le problème juif en Lituanie. Il n'y a plus de Juifs en Lituanie, mis à part les travailleurs juifs et leurs familles. »
Il faut noter que l'Einsatzkommando ne travailla pas seul. Des détachements des Sonderkommandos 1B (Einsatzgruppe A) furent également détachés dans cette région. La réaction des Lituaniens fut plus perturbante. Comme le note le rapport Jäger, une partie des assassinats fut perpétrée par la police auxiliaire lituanienne, des milices lituaniennes et des partisans même avant que l'Einsatzkommando 3 ne commence ses opérations. Les forces lituaniennes ont continué à assister l'Einsatzkommando 3 pendant la période couverte par le rapport Jäger. Cette coopération consista à encercler les Juifs et à garder les ghettos, tout comme à participer aux massacres réels. Les Lituaniens étaient particulièrement actifs à Kaunas qui était entourée d'une série de forts où l'essentiel des tueries a eu lieu (notamment le Neuvième Fort). Ces forts étaient attribués à des soldats ou policiers lituaniens coopérant avec les forces du Troisième Reich et ces soldats prirent une part active dans les opérations.
Ni Jäger ni Stahlecker ne furent jugés pour leurs crimes. Stahlecker a été mortellement blessé par des partisans soviétiques lors d’un engagement près de Krasnogvardeïsk le 23 mars 1942. Jäger survécut à la guerre et vécut en Allemagne sous une fausse identité jusqu'à ce que son rapport soit découvert à la fin des années 1950. Arrêté et accusé de crimes de guerre, il s'est suicidé en prison avant l'ouverture de son procès.

## Découverte et postérité
Seules cinq copies de ce rapport de neuf pages ont été rédigées par le commandement de la SS et parmi elles, seule la quatrième a été récupérée. Elle fut découverte en 1959 dans les archives de la Lettonie Soviétique, probablement abandonnée à Riga par les Allemands lors de leur évacuation et saisie par les autorités militaires soviétiques. Selon une autre source, elle aurait été retrouvée dans les Archives centrales lituaniennes à Vilnius en 1944 lors de la reprise de la Lituanie par l'Armée rouge, les autorités judiciaires ayant caché la découverte au grand public. Ce rapport est dorénavant conservé dans les archives militaires russes à Moscou.

### Témoin majeur de laShoah par balles
Bien qu'il ait été découvert trop tard pour être utilisé dans le procès de Nuremberg devant le tribunal militaire international et dans le jugement des commandants des Einsatzgruppen dans les procès ultérieurs, le rapport Jäger a été utilisé dans plusieurs autres procédures légales dans plusieurs pays incluant l'Allemagne, le Canada et les États-Unis. En 1963, lors du procès par contumace de Hans Globke en Allemagne de l'Est et quatre ans après le suicide de Jäger, le ministère des Affaires étrangères de l'Union soviétique révéla le document au service central d’enquêtes sur les crimes nationaux-socialistes. Le document a été publié pour la première fois dans une collection lituanienne de documents Masinės žudynės Lietuvoje datant de 1965 et dans la presse occidentale d'Adalbert Rückerl en 1972 en fac-similé.
L'usage le plus récent du rapport Jäger date de l'affaire « U.S. v. Stelmokas », dans le procès en dénaturalisation de Jonas Stelmokas, intenté par la Cour de district des États-Unis pour le District Est de Pennsylvanie en 1995. Stelmokas était accusé d’avoir été membre d' une unité de la milice lituanienne qui collaborait avec l'Einsatzgruppen A. Après avoir examiné la mise en question du rapport par la défense, le tribunal ainsi que la Cour d’appel devant qui l’affaire venait en appel, estimèrent que le rapport était authentique et digne de foi.
Le rapport Jäger nest pas seulement authentique mais constitue un des documents les plus importants sur la Shoah. Cela donne un regard précis sur les procédures réelles suivies par les Einsatzgruppen et sur la fierté qu'ils ressentaient à propos de leur travail. Aucun autre document connu ne présente un récit aussi détaillé de la croissance régulière et constante du nombre de victimes à mesure que la Shoah progressait.

## Rapport de tabulation
| Date                      | Lieu                                             | Juifs  | Juifs  | Juifs   | Autres | Total   | Notes |
| Date                      | Lieu                                             | Hommes | Femmes | Enfants | Autres | Total   | Notes |
| ------------------------- | ------------------------------------------------ | ------ | ------ | ------- | ------ | ------- | --- |
| 4 juillet 1941            | Septième Fort                                    | 416    | 47     |         |        | 463     | Mené par des partisans lituaniens et des bataillons TDA                                                                                                 |
| 6 juillet                 | Septième Fort                                    | 2 514  |        |         |        | 2 514   | Mené par des bataillons TDA |
| 7 juillet                 | Marijampolė                                      | 32     |        |         |        | 32      | Mené par le Rollkommando Hamann |
| 8 juillet                 | Marijampolė                                      | 14     |        |         | 5      | 19      | |
| 8 juillet                 | Girkalnis                                        |        |        |         | 6      | 6       | Fonctionnaires communistes |
| 9 juillet                 | Vandžiogala                                      | 32     | 2      |         | 4      | 38      | |
| 9 juillet                 | Septième Fort                                    | 21     | 3      |         |        | 24      | |
| 14 juillet                | Marijampolė                                      | 21     |        |         | 10     | 31      | |
| 17 juillet                | Babtai                                           | 6      |        |         | 2      | 8       | Uniquement communistes |
| 18 juillet                | Marijampolė                                      | 39     | 14     |         |        | 53      | |
| 19 juillet                | Septième Fort                                    | 17     | 2      |         | 7      | 26      | |
| 21 juillet                | Panevėžys                                        | 59     | 11     |         | 33     | 103     | |
| 22 juillet                | Panevėžys                                        | 1      |        |         |        | 1       | |
| 23 juillet                | Kėdainiai                                        | 83     | 12     |         | 30     | 125     | |
| 25 juillet                | Marijampolė                                      | 90     | 13     |         |        | 103     | |
| 28 juillet                | Panevėžys                                        | 234    | 15     |         | 39     | 288     | |
| 29 juillet                | Raseiniai                                        | 254    |        |         | 3      | 257     | |
| 30 juillet                | Ariogala                                         | 27     |        |         | 11     | 38      | |
| 31 juillet                | Utena                                            | 235    | 16     |         | 5      | 256     | |
| 31 juillet                | Vandžiogala                                      | 13     |        |         | 2      | 15      | |
| 1er août                  | Ukmergė                                          | 254    | 42     |         | 4      | 300     | |
| 2 août                    | Quatrième Fort                                   | 171    | 34     |         | 4      | 209     | |
| 4 août                    | Panevėžys                                        | 362    | 41     |         | 19     | 422     | |
| 5 août                    | Raseiniai                                        | 213    | 66     |         |        | 279     | |
| 7 août                    | Utena                                            | 483    | 87     |         | 1      | 571     | |
| 8 août                    | Ukmergė                                          | 620    | 82     |         |        | 702     | |
| 9 août                    | Quatrième Fort                                   | 484    | 50     |         |        | 534     | |
| 11 août                   | Panevėžys                                        | 450    | 48     |         | 2      | 500     | |
| 13 août                   | Alytus                                           | 617    | 100    |         | 1      | 719     | (Chiffres incohérents) |
| 14 août                   | Jonava                                           | 497    | 55     |         |        | 552     | |
| 15–16 août                | Rokiškis                                         | 3 200  | 3 200  | 3 200   | 7      | 3 207   | |
| 9–16 août                 | Raseiniai                                        |        | 294    | 4       |        | 298     | |
| 27 juin – 14 août         | Rokiškis                                         | 493    |        |         | 488    | 981     | Uniquement communistes |
| 18 août                   | Quatrième Fort                                   | 1 409  | 402    |         | 1      | 1 812   | Incluant 711 intellectuels juifs du ghetto en représailles d'un sabotage                                                                                |
| 19 août                   | Ukmergė                                          | 298    | 255    | 88      | 2      | 645     | (Chiffres incohérents) |
| 22 août                   | Daugavpils                                       | 1      | 1      |         | 20     | 21      | Inspection de la prison (Chiffres incohérents) |
| 22 août                   | Aglona                                           |        |        |         | 544    | 544     | Malades mentaux (269 hommes, 227 femmes et 48 enfants) lettons                                                                                          |
| 23 août                   | Panevėžys                                        | 1 312  | 4 602  | 1 609   |        | 7 523   | |
| 18–22 août                | Environs de Raseiniai                            | 466    | 440    | 1 020   |        | 1 926   | |
| 25 août                   | Obeliai                                          | 112    | 627    | 421     |        | 1 160   | |
| 25–26 août                | Šeduva                                           | 230    | 275    | 159     |        | 664     | |
| 26 août                   | Zarasai                                          | 767    | 1 113  | 687     | 2      | 2 569   | |
| 28 août                   | Pasvalys                                         | 402    | 738    | 209     |        | 1 349   | |
| 26 août                   | Kaišiadorys                                      | 1 911  | 1 911  | 1 911   |        | 1 911   | Non spécifié |
| 27 août                   | Prienai                                          | 1 078  | 1 078  | 1 078   |        | 1 078   | Non spécifié |
| 27 août                   | Dagda et Krāslava                                | 212    |        |         | 4      | 216     | |
| 27 août                   | Joniškis                                         | 47     | 165    | 143     |        | 355     | |
| 28 août                   | Vilkija                                          | 76     | 192    | 134     |        | 402     | |
| 28 août                   | Kėdainiai                                        | 710    | 767    | 599     |        | 2 076   | |
| 29 août                   | Rumšiškės et Žiežmariai                          | 20     | 567    | 197     |        | 784     | |
| 29 août                   | Utena et Molėtai                                 | 582    | 1 731  | 1 469   |        | 3 782   | |
| 13-31 août                | Alytus et ses environs                           | 233    |        |         |        | 233     | |
| 1er septembre             | Marijampolė                                      | 1 763  | 1 812  | 1 404   | 111    | 5 090   | Incluant 109 malades mentaux |
| 28 août – 2 septembre     | Darsūniškis                                      | 10     | 69     | 20      |        | 99      | |
| 28 août– 2 septembre      | Garliava                                         | 73     | 113    | 61      |        | 247     | |
| 28 août – 2 septembre     | Jonava                                           | 112    | 1 200  | 244     |        | 1 556   | |
| 28 août – 2 septembre     | Petrasiunai                                      | 30     | 72     | 23      |        | 125     | |
| 28 août – 2 septembre     | Jieznas                                          | 26     | 72     | 46      |        | 144     | |
| 28 août – 2 septembre     | Ariogala                                         | 207    | 260    | 195     |        | 662     | |
| 28 août– 2 septembre      | Josvainiai                                       | 86     | 110    | 86      |        | 282     | |
| 28 août– 2 septembre      | Babtai                                           | 20     | 41     | 22      |        | 83      | |
| 28 août– 2 septembre      | Vandžiogala                                      | 42     | 113    | 97      |        | 252     | |
| 28 août– 2 septembre      | Krakės                                           | 448    | 476    | 201     |        | 1 125   | |
| 4 septembre               | Pravieniškės                                     | 247    | 6      |         |        | 253     | |
| 4 septembre               | Čekiškė                                          | 22     | 64     | 60      |        | 146     | |
| 4 septembre               | Seredžius                                        | 6      | 61     | 126     |        | 193     | |
| 4 septembre               | Veliuona                                         | 2      | 71     | 86      |        | 159     | |
| 4 septembre               | Zapyškis                                         | 47     | 118    | 13      |        | 178     | |
| 5 septembre               | Ukmergė                                          | 1 123  | 1 849  | 1 737   |        | 4 709   | |
| 25 août – 6 septembre     | Raseiniai                                        | 16     | 412    | 415     |        | 843     | |
| 25 août – 6 septembre     | Jurbarkas                                        | 412    | 412    | 412     |        | 412     | |
| 9 septembre               | Alytus                                           | 287    | 640    | 352     |        | 1 279   | |
| 9 septembre               | Butrimonys                                       | 67     | 370    | 303     |        | 740     | |
| 10 septembre              | Merkinė                                          | 223    | 355    | 276     |        | 854     | |
| 10 septembre              | Varėna                                           | 541    | 141    | 149     |        | 831     | |
| 11 septembre              | Leipalingis                                      | 60     | 70     | 25      |        | 155     | |
| 11 septembre              | Seirijai                                         | 229    | 384    | 340     |        | 953     | |
| 12 septembre              | Simnas                                           | 68     | 197    | 149     |        | 414     | |
| 11–12 septembre           | Užusaliai                                        |        |        |         | 43     | 43      | Représailles contre des locaux aidant des partisans soviétiques                                                                                         |
| 26 septembre              | Quatrième Fort                                   | 412    | 615    | 581     |        | 1 608   | Malades et cas suspects d'épidémie |
| 2 octobre                 | Zagare                                           | 633    | 1 107  | 496     |        | 2 236   | Tentative avortée d'une mutinerie juive avant les exécutions                                                                                            |
| 4 octobre                 | Neuvième Fort                                    | 315    | 712    | 818     |        | 1 845   | Représailles après l'assassinat par balles d'un policier allemand dans un ghetto                                                                        |
| 29 octobre                | Neuvième Fort                                    | 2 007  | 2 920  | 4 273   |        | 9 200   | « Nettoyage du ghetto de juifs superflus » (voir : massacre du 29 octobre 1941 à Kaunas)                                                                |
| 3 novembre                | Lazdijai                                         | 485    | 511    | 539     |        | 1 535   | |
| 15 novembre               | Vilkaviškis                                      | 36     | 48     | 31      |        | 115     | |
| 25 novembre               | Neuvième Fort                                    | 1 159  | 1 600  | 175     |        | 2 934   | Juifs de Berlin, Munich et Francfort-sur-le-Main (voir : massacres de novembre 1941 au Neuvième Fort)                                                   |
| 29 novembre               | Neuvième Fort                                    | 693    | 1 155  | 152     |        | 2 000   | Juifs de Vienne et de Breslau |
| 29 novembre               | Neuvième Fort                                    | 17     | 1      |         | 17     | 34      | (Chiffres incohérents) |
| 13 juillet – 21 août      | Daugavpils                                       | 9 012  | 9 012  | 9 012   | 573    | 9 585   | Détachement Einsatzkommando 3 |
| 12 août – 1er septembre   | Vilnius                                          | 425    | 19     |         | 17     | 461     | Détachement Einsatzkommando 3 |
| 2 septembre               | Vilnius                                          | 864    | 2 019  | 817     |        | 3 700   | Représailles après une fusillade contre des soldats allemands                                                                                           |
| 12 septembre              | Vilnius                                          | 993    | 1 670  | 771     |        | 3 334   | (Chiffres incohérents) |
| 17 septembre              | Vilnius                                          | 337    | 687    | 247     | 4      | 1 271   | (Chiffres incohérents) |
| 20 septembre              | Nemenčinė                                        | 128    | 176    | 99      |        | 403     | |
| 22 septembre              | Naujoji Vilnia                                   | 468    | 495    | 196     |        | 1 159   | |
| 24 septembre              | Riešė                                            | 512    | 744    | 511     |        | 1 767   | |
| 25 septembre              | Jašiūnai                                         | 215    | 229    | 131     |        | 575     | |
| 27 septembre              | Eišiškės                                         | 989    | 1 636  | 821     |        | 3 446   | |
| 30 septembre              | Trakai                                           | 366    | 483    | 597     |        | 1 446   | |
| 4 octobre                 | Vilnius                                          | 432    | 1 115  | 436     |        | 1 983   | |
| 6 octobre                 | Semeliškės                                       | 213    | 359    | 390     |        | 962     | |
| 9 octobre                 | Švenčionys                                       | 1 169  | 1 840  | 717     |        | 3 726   | |
| 16 octobre                | Vilnius                                          | 382    | 507    | 257     |        | 1 146   | |
| 21 octobre                | Vilnius                                          | 718    | 1 063  | 586     |        | 2 367   | |
| 25 octobre                | Vilnius                                          |        | 1 766  | 812     |        | 2 578   | |
| 27 octobre                | Vilnius                                          | 946    | 184    | 73      |        | 1 203   | |
| 30 octobre                | Vilnius                                          | 382    | 789    | 362     |        | 1 533   | |
| 6 novembre                | Vilnius                                          | 340    | 749    | 252     |        | 1 341   | |
| 19 novembre               | Vilnius                                          | 76     | 77     | 18      |        | 171     | |
| 19 novembre               | Vilnius                                          |        |        |         | 14     | 14      | Prisonniers de guerre et Polonais |
| 20 novembre               | Vilnius                                          |        |        |         | 3      | 3       | Prisonniers de guerre |
| 25 novembre               | Vilnius                                          | 9      | 46     | 8       | 1      | 64      | |
| 28 septembre – 17 octobre | Plieščanicy, Bischolin, Šack (en), Bobr et Ouzda | 620    | 1 285  | 1 126   | 19     | 3 050   | Détachement Einsatzkommando 3 de Minsk |
|                           |                                                  | 4 000  |        |         |        | 4 000   | Nombre estimé de victimes assassinés par les locaux avant le début du déploiement de l'Einsatzkommando 3 (voir notamment : massacre du garage Lietukis) |
| Total                     | Total                                            | 57 338 | 48 592 | 29 461  | 2 058  | 137 346 | |
| Notes: 1. 2. 3. 4. 5. 6.  |                                                  |        |        |         |        |         | |